# ランボルギーニ・セストエレメント
ランボルギーニ・セストエレメント (Lamborghini Sesto Elemento) は、イタリアの自動車メーカー、ランボルギーニから20台限定で生産・発売されたサーキット専用のスーパーカーである。
価格は2億円以上。2010年のパリモーターショーで発表された。Sesto Elementoはイタリア語で「6番目の元素」の意味で、原子番号6の元素である炭素（カーボン）を表している。

## 設計と仕様
セストエレメントはランボルギーニ製の6速セミATと全輪駆動システム、ガヤルド スーパーレジェーラと共通の5.2L V10エンジンを搭載し、最高出力570PS(419kW;562hp)、最大トルク540Nm(398lbf・ft)を発揮する。シャーシ、ボディ、ドライブシャフト、サスペンションの各コンポーネントをカーボンファイバーで製造し、車両重量を999kgにまで削減した。
エンジンはエンジンカバーに配置された6つの六角形のダクトを通じて冷却され、マフラーはリアウィングの付け根に配置されている。0-100km/hのタイムは2,5秒、0-200km/hは8.0秒最高速度は356km/hと公表されている。
セストエレメントにはエアコンやステレオなどの装備はなく、ダッシュボードも取り付けられておらず、内装はむき出しになっている。一般的なシートも取り付けられておらず、フォームパッドがカーボンファイバーシャーシに直接接着されている。

## 製造
ランボルギーニは2010年のパリモーターショーでセストエレメントを発表した。しかし、この時点ではセストエレメントは販売される予定はなかったが、市販化を求める要望が相次いだため、2011年半ばにランボルギーニはセストエレメントを20台限定で発売する計画を発表した。価格は292万米ドル(約3億6000万円)。生産時には20台全てが完売していた。セストエレメントはヴェネーノが販売されるまで、ランボルギーニ史上最も高額な車種だった。

## 参考
- [ランボルギーニの限定車③]セストエレメントの開発はランボルギーニのカーボン技術を大きく進化させた
- 狂気のコンセプトカー「セストエレメント」(2010) {ランボルギーニヒストリー}
- わずか999キロの超軽量スポーツカー「ランボルギーニ セストエレメント」
- ランボルギーニの希少な限定車 セストエレメントが中古車市場に登場！
- ランボルギーニの220万ドルのスーパーカー セストエレメント (英語版)
- 6番目の元素：ランボルギーニ セストエレメントの炭素繊維技術